# Vaibla
Vaibla – wieś w Estonii, w prowincji Viljandi, w gminie Viljandi. Wieś położona jest na północnym wybrzeżu jeziora Võrtsjärv.
W latach 1991–2017 (do reformy administracyjnej gmin Estonii) wieś znajdowała się w gminie Kolga-Jaani.
Vaibla to stara wioska, w której również znajdowały się stacja obrączkowania ptaków i plaża oraz tawerna.